# Lyssomanes patens
Lyssomanes patens là một loài nhện trong họ Salticidae.
Loài này thuộc chi Lyssomanes. Lyssomanes patens được Elizabeth Maria Gifford Peckham & George William Peckham miêu tả năm 1896.